# Margarinotus egregius
Margarinotus egregius är en skalbaggsart som först beskrevs av Thomas Casey 1916.  Margarinotus egregius ingår i släktet Margarinotus och familjen stumpbaggar. Inga underarter finns listade i Catalogue of Life.